# Fred Gebhardt
Alfred „Fred“ Gebhardt (* 27. Februar 1928 in Bayreuth; † 15. August 2000 in Frankfurt am Main) war ein deutscher Politiker (SPD, parteilos), unter anderem Bundestagsabgeordneter. Zuvor war er unter anderem Volkshochschuldirektor in Berlin.

## Leben
Fred Gebhardt wurde 1928 in Bayreuth geboren. Er war der Enkel des sozialdemokratischen Politikers und Widerstandskämpfers Friedrich Puchta. Fred Gebhardt besuchte ab 1934 in Berlin die Volks- und Aufbauschule in der Oberstufe und schloss 1945 mit dem Notabitur ab. Von 1947 bis 1959 absolvierte er ein Studium der Politischen Wissenschaften und Soziologie und hatte Studienaufenthalte in den USA, Israel, Jugoslawien und der Sowjetunion.
Nach dem Zweiten Weltkrieg war er von 1945 bis 1947 Angestellter in der Stadtverwaltung in Berlin und in der Arbeits- und Sozialverwaltung in Stuttgart tätig; von 1947 bis 1958 war er bei der LVA Württemberg und in der Versorgungsverwaltung Stuttgart, dann als Geschäftsführer bei der Landesarbeitsgemeinschaft Hessen Arbeit und Leben. Er war ab 1960 an der Volkshochschule in Frankfurt am Main tätig, ab 1969 als Volkshochschuldirektor. Gebhardt war Mitglied des Deutschen Gewerkschaftsbundes (DGB), der Arbeiterwohlfahrt (AWO), von amnesty international, medico international und UNICEF und Vorsitzender der Deutschen Gesellschaft zur Förderung des Friedens im Nahen Osten und des International Center for Peace in the Middle East in Tel Aviv. Studienaufenthalte hatten ihn in die USA, nach Osteuropa und nach Israel geführt.
Von 1945 bis 1998 war Fred Gebhardt Mitglied der SPD, unter anderem als stellvertretender Vorsitzender der SPD-Landtagsfraktion. Zudem gehörte er zum Vorstand der SPD in Stuttgart und Frankfurt am Main sowie zum Bezirksvorstand Baden-Württemberg und Hessen. Acht Jahre war er Stadtrat im Magistrat der Stadt Frankfurt und von 1974 bis 1987 Mitglied im Hessischen Landtag, in den er im Wahlkreis Frankfurt am Main VI gewählt wurde. Zeitweilig gehörte er der Kommission für internationale Beziehungen des Parteirats der SPD in Bonn an.
Im Frühjahr 1998 trat er aus der SPD aus und wurde als Parteiloser über die offene Liste der PDS in den Deutschen Bundestag gewählt. Am 26. Oktober 1998 eröffnete er als Alterspräsident die konstituierende Sitzung der 14. Wahlperiode. Am 15. August 2000 starb er im Alter von 72 Jahren. Fred Gebhardt war evangelisch, geschieden und hatte zwei Töchter.